# Périgny, Loir-et-Cher

Périgny este o comună în departamentul Loir-et-Cher, Franța. În 1 ianuarie 2022 avea o populație de 168 de locuitori.